# Freshwater Bay (vik i Barbados)
Freshwater Bay är en vik i Barbados.   Den ligger i parishen Saint Michael, i den västra delen av landet, 4 km norr om huvudstaden Bridgetown.
Runt Freshwater Bay är det i huvudsak tätbebyggt.